# Хорчин
Хорчин (кит. упр. 科尔沁, пиньинь Kē'ěrqìn) — район городского подчинения городского округа Тунляо автономного района Внутренняя Монголия (КНР).

## История
При империи Цин на этих землях кочевали монголы-хорчины. С 1862 года здесь стало поселяться все больше китайских переселенцев из Факу, Шэньяна и Цзиньчжоу.
После Синьхайской революции в 1913 году был образован уезд Ляоюань (辽源县), подчинённый провинции Фэнтянь. В 1918 году из уезда Ляоюань был выделен уезд Тунляо (通辽县), название которого было аббревиатурой фразы «тунда Ляодун» (通达辽东, «проход к Ляодуну»). В 1933 году эти земли были захвачены японцами и присоединены к марионеточному государству Маньчжоу-го, где были включены в состав провинции Южная Синъань (в октябре 1943 года объединённую с другими провинциями в провинцию Объединённая Синъань).
В 1947 году уезд Тунляо вошёл в состав аймака Джирим (哲里木盟) провинции Ляобэй. В 1949 году провинция Ляобэй была расформирована, и аймак вошёл в состав Автономного района Внутренняя Монголия. В 1951 году из уезда Тунляо был выделен город Тунляо. В 1958 году уезд Тунляо был ликвидирован, а его территория переподчинена городу Тунляо; в 1964 году уезд Тунляо был восстановлен.
В 1969 году аймак был передан в состав провинции Гирин; в 1979 году возвращён в состав Автономного района Внутренняя Монголия.
В 1986 году решением Госсовета КНР уезд Тунляо был ликвидирован, а его территория вошла в состав города Тунляо. Постановлением Госсовета КНР от 13 января 1999 года аймак Джирим и город Тунляо были ликвидированы, а вместо аймака был образован городской округ Тунляо; бывший город Тунляо стал районом Хорчин в его составе.

## Экономика
Основной сельскохозяйственной культурой района является кукуруза. Есть большая база овощной продукции. В животноводстве больше развито овцеводство. Разводятся гуси, куры, утки. Хорошо развито молочное животноводство.

## Административное деление
Район Хорчин делится на 15 уличных комитетов, 10 посёлков и 1 сомон.